# 真立ダム
真立ダム（まったてダム）は、富山県富山市水須にあるダム。